# عروس استانبولی
عروس استانبولی (به ترکی استانبولی: İstanbullu Gelin) سریال تلویزیونی ۲۰۱۷ است که توسط چنگیز چاتای تولید شده و توسط زینب گونای تان تهیه شده است.

## خلاصه داستان
فاروق و ثریا عاشق در استانبول، ازدواج کرده و به خانه اجداد مادری فاروق در بورسا حرکت می‌کنند. ثریا به‌طور پیوسته تلاش می‌کند تا عواطف مادرشوهرش را عوض کند.

## زمان پخش
اولین قسمت سریال در تاریخ ۳ مارس ۲۰۱۷ توسط O3 Media نمایش داده شد. این سریال دارای سه فصل بود و هشتاد و هفتمین قسمت بود. قسمت آخر این سریال در در ۳۱ مه ۲۰۱۹ در شبکه TLC (Türkiye) نمایش داده شد.

## شخصیت‌ها
| بازیگر            | نقش         | توضیحات |
| ----------------- | ----------- | ------- |
| ازجان دنیز        | فاروق بوران | اصلی    |
| آصلی انور         | ثریا بوران  | اصلی    |
| ایپک بیلگین       | اسما بوران  | اصلی    |
| صالح بادمجی       | فکرت بوران  | مکمل    |
| فیرات تانیش       | آدم بوران   | مکمل    |
| دلارا آک‌سویک      | ایپک بوران  | مکمل    |
| تامر لونت         | غریب سلیمر  | مکمل    |
| گوون مراد آک‌پینار | عثمان بوران | مکمل    |
| نسلیهان یلدان     | صنم         | مکمل    |
| نرگس چوراکچی      | کیمت        | مکمل    |
| پلینسو پیر        | نورگول      | مکمل    |
| فاتیح کویونوغلو   | عاکف        | مکمل    |
| نسلیهان ارسلان    | دلارا       | مکمل    |
| ارن بالکان        | گلستان      | مکمل    |
| سابری اوزمنر      | مصطفی       | مکمل    |
| ابرو شاهین        | بورجو       | مکمل    |

## تقدیرها
| سال  | جایزه                             | رده          | نامزد         | نتیجه    |
| ---- | --------------------------------- | ------------ | ------------- | -------- |
| ۲۰۱۸ | چهل و ششمین جشنواره بین‌المللی امی | بهترین سریال | عروس استانبول | نامزدشده |